# فرودگاه میلک ریور (مج)
فرودگاه میلک ریور (مج) (به انگلیسی: Milk River (Madge) Airport) یک فرودگاه تعطیل است . این فرودگاه در کشور کانادا قرار دارد و در ارتفاع ۱۰۳۶ متری از سطح دریا واقع شده‌است.